# Карккила

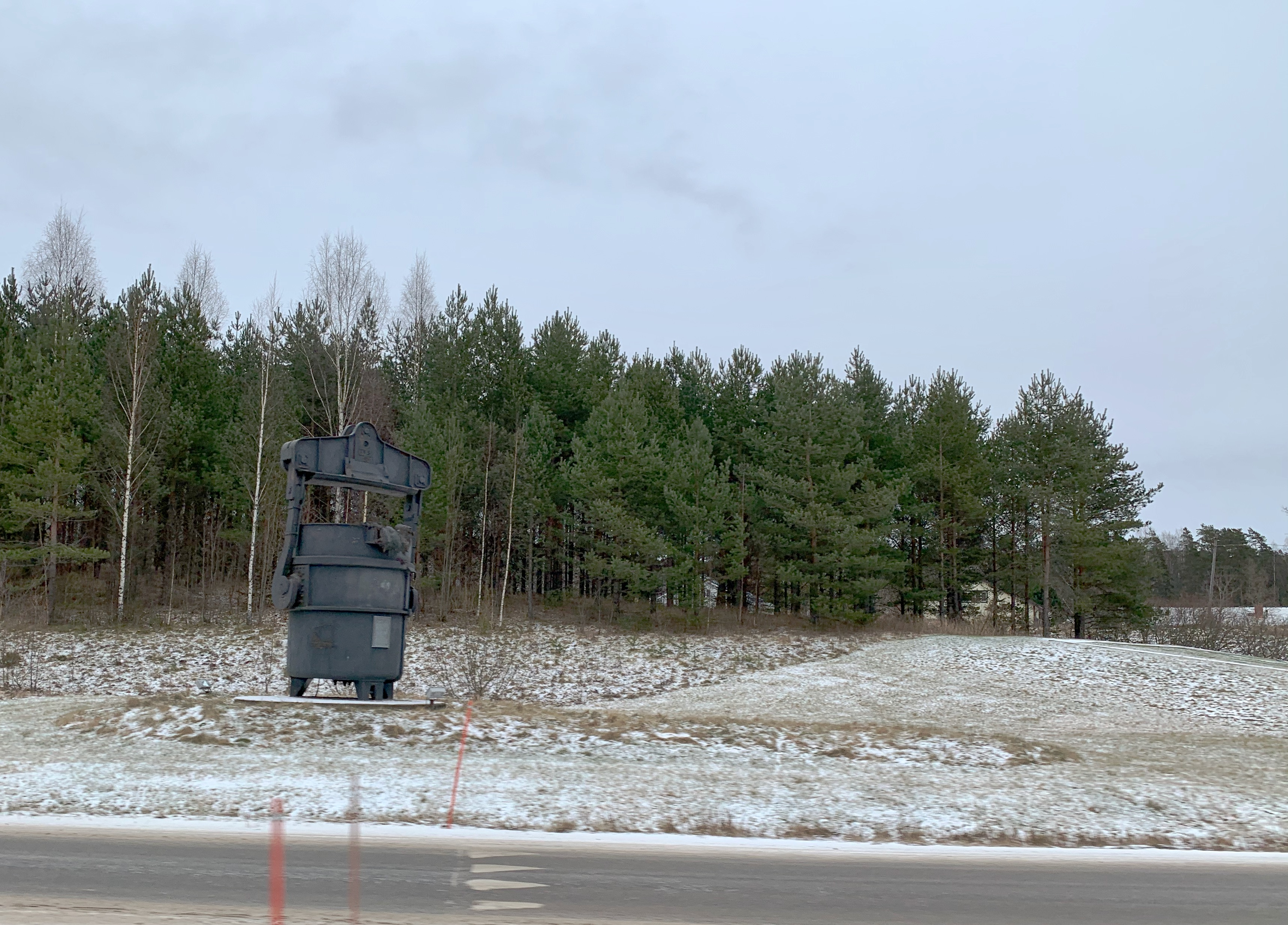
Каркилла

Карккила (фин. Karkkila, швед.  Högfors ) — небольшой промышленный город в Финляндии, расположенный в 60 км от Хельсинки. Входит в состав области Уусимаа.

## Города-побратимы
- Альтеа, Испания
- Бад-Кёцтинг, Германия
- Бандоран, Ирландия
- Белладжо, Италия
- Гранвиль, Франция
- Зволен, Словакия
- Кёсег, Венгрия
- Марсаскала, Мальта
- Мерссен, Нидерланды
- Нидеранвен, Люксембург
- Превеза, Греция
- Пренай, Литва
- Сезимбра, Португалия
- Сигулда, Латвия
- Сушице, Чехия
- Тюри, Эстония
- Укселёсунд, Швеция
- Уффализ, Бельгия
- Хойна, Польша
- Хольстебро, Дания
- Шерборн, Великобритания
- Юденбург, Австрия